# 미군의 아프가니스탄 철수 (2020년~2021년)
미군의 아프가니스탄 철수는 2020년 2월 29일부터 아프가니스탄에서 미군이 철수하는 것을 말한다. 프리덤스 센티널 작전과 NATO의 확고한 지원 임무의 결과로 철수를 결정하였다.

## 같이 보기
- 사이공 함락
- 소련군의 아프가니스탄 철수